# Leicestershire
Leicestershire (IPA: /ˈlɛstəʃɪər/ lub /ˈlɛstərʃər/ posłuchajⓘ) – hrabstwo administracyjne (niemetropolitalne), ceremonialne i historyczne w środkowej Anglii, w regionie East Midlands.
Hrabstwo ceremonialne zajmuje powierzchnię 2156 km² i liczy 1 031 300 mieszkańców (2016). Największym miastem, jedynym posiadającym status city, oraz historyczną stolicą jest Leicester. Granice hrabstwa administracyjnego są tożsame z hrabstwem ceremonialnym z wyłączeniem Leicester, które stanowi osobną jednostkę administracyjną typu unitary authority. Powierzchnia hrabstwa administracyjnego wynosi 2083 km², a liczba ludności – 682 957 (2016). Ośrodkiem administracyjnym hrabstwa jest Glenfield. Główne miasta hrabstwa administracyjnego to Loughborough, Hinckley, Coalville, Melton Mowbray i Market Harborough.
Leicestershire jest hrabstwem nizinnym, przeciętym z południa na północ przez rzekę Soar. Nad nią skoncentrowana jest większa część ludności hrabstwa, w szczególności w jego środkowej części, w mieście Leicester i jego okolicach. Wschodnia część hrabstwa ma charakter wybitnie wiejski. W części północno-zachodniej znajduje się Charnwood Forest, obszar niskich wzgórz, częściowo zalesionych; jego krajobraz urozmaicony przez odsłonięte skały.
Na zachodzie Leicestershire graniczy z hrabstwem Warwickshire, na północnym zachodzie ze Staffordshire oraz Derbyshire, na północy z Nottinghamshire, na wschodzie z Lincolnshire i Rutland, a na południu z Northamptonshire.

## Podział administracyjny
W skład hrabstwa wchodzi siedem dystryktów. Jako hrabstwo ceremonialne Leicestershire obejmuje dodatkowo jedną jednolitą jednostkę administracyjną (unitary authority).
1. Charnwood
2. Melton
3. Harborough
4. Oadby and Wigston
5. Blaby
6. Hinckley and Bosworth
7. North West Leicestershire
8. Leicester (unitary authority)